# Kartei (Windows)

Karteiprogramm unter Windows 1.x

Kartei (englisch Cardfile, nach der ausführbaren Datei cardfile.exe) ist ein mit frühen Versionen von Windows mitgeliefertes Zusatzprogramm, das eine Kartei nachbildet. Auf virtuellen Karteikarten können Notizen, Kontaktinformationen oder ähnliche kurze Texte geschrieben, gespeichert, durchsucht und auch gedruckt werden. Karteikarten werden in Dateien mit der Dateierweiterung .CRD gespeichert.
Die Kartei war bereits in der ersten Version von Windows, Windows 1.0, als kleines Demonstrationsprogramm enthalten und blieb in allen 16-Bit-Windowsversionen bis Windows 3.1 Bestandteil des Lieferumfangs. Die ersten Versionen von Windows NT bis einschließlich Windows NT 3.51 enthielten eine 32-Bit-Version der Kartei, die abwärtskompatibel mit .CRD-Dateien aus Windows 3.1 war. Windows 98 und Me, nicht aber Windows 95 enthielten die 16-Bit-Version auf der Windows-CD, sie wurde aber standardmäßig nicht installiert und musste bei Bedarf manuell auf die Festplatte kopiert werden.
Das Programm erkennt seit Windows 3.0 Telefonnummern in Karteikarten automatisch und ermöglicht, sofern ein Modem installiert ist, die automatische Einwahl der Telefonnummer per Tastendruck. Ab Windows 3.1 unterstützt die Kartei OLE, sodass auch Bilder in eine Karteikarte kopiert werden können; das Dateiformat wurde zu diesem Zweck geändert und ist inkompatibel zu früheren Versionen der Kartei. Das Windows-3.1-Format ist öffentlich dokumentiert. Eine einzelne Karteikarte kann einen 39 Zeichen langen Titel und bis zu 11 Zeilen mit je 40 Zeichen beinhalten. Da die Kartei auf ein einzelnes Speichersegment mit insgesamt 64 KB begrenzt ist, können maximal 1260 Karteikarten pro Kartei angelegt werden.
Modernere Windows-Versionen enthalten die Kartei nicht mehr, es existieren aber zahlreiche Freeware-Alternativen. .CRD-Dateien konnten über ein optionales Plugin in Schedule+ importiert und anschließend von dort bei Bedarf in andere Formate exportiert werden.